# Fredy Schäfer
Fredy Schäfer (* 10. Oktober 1933 in Koblenz-Horchheim; † 22. März 2017 ebendort) war ein deutscher Politiker (CDU).

## Leben
Schäfer besuchte die Volksschule Koblenz-Horchheim und das Städtische Gymnasium Koblenz, wo er 1954 das Abitur ablegte. Danach wurde er Inspektoranwärter bei der Deutschen Bundespost. Er bestand 1957 die Prüfung für den gehobenen Postdienst und wurde 1987 Diplom-Verwaltungswirt. 1990 folgte der Aufstieg in den höheren Dienst. Er wurde Postoberrat und 1991 Referatsleiter Presse- und Öffentlichkeitsarbeit sowie Aufbau des bezirklichen Geschäftskunden-Vertriebssystems. 1997 ging er in den Ruhestand.

## Politik
1959 trat er der CDU bei und wurde 1969 Vorsitzender des CDU-Ortsverbands Koblenz-Horchheim und von 1980 bis 1995 Mitglied des CDU-Bezirksvorstands in Koblenz. Ab 1977 war er Mitglied des Stadtrats Koblenz. Von 1985 bis 1992 gehörte er dem Bezirksvorstand der Kommunalpolitischen Vereinigung der CDU in Koblenz an. 1991 wurde er stellvertretender Vorsitzender der CDU-Stadtratsfraktion Koblenz.
1991 kandidierte er für den zwölften Landtag Rheinland-Pfalz. Am 28. März 1993 rückte er für Rudi Geil in den Landtag nach, dem er bis zum Ende der Wahlperiode 1996 angehörte. Im Landtag war er Mitglied im Ausschuss für Frauenfragen, im Petitionsausschuss, Ausschuss für Soziales und Familie und im Untersuchungsausschuss „Infiziertes Blut“.

## Ehrenamt
Zwischen 1962 und 1982 war er Mitglied im Vorstand des Leichtathletik-Verbands Rheinland. 1969 bis 1982 gehörte er dem Vorstand des Leichtathletik-Verbands Rheinland-Pfalz an. Er war 1988 Vorsitzender des Vereins zur Förderung und Durchführung des Internationalen Leichtathletik-Abendsportfests in Koblenz und Organisation von über 50 internationalen Leichtathletik-Sportfesten als Meeting-Direktor, 1995 wurde er Schirmherr der Selbsthilfegruppe Koblenz der Deutschen Multiple Sklerose Gesellschaft (DMSG) Rheinland-Pfalz. Zwischen 1994 und 1999 war er Beisitzer in der Dritten Kammer des Verwaltungsgerichts Koblenz. Daneben war er Mitglied im Vorstand der Sportstiftung der Stadt Koblenz, im Kuratoriumsvorstand des Soldatenfreizeitheims der Bundeswehr in Koblenz, im Zweckverband der Sparkasse Koblenz, der Gesellschafterversammlung der Energieversorgung Mittelrhein, der Gesellschafterversammlung des Wasserwerks Koblenz/Weißenthurm, im Aufsichtsrat der Koblenzer Wohnungsbaugesellschaft, im Aufsichtsrat der Stadtwerke Koblenz, im Aufsichtsrat der Vereinigten Wasserwerke Mittelrhein und im Aufsichtsrat der Sporthalle Oberwerth GmbH.

## Auszeichnungen
- Verdienstorden des Landes Rheinland-Pfalz (1985)
- Dankesurkunde des DMSG-Landesverbands Rheinland-Pfalz (1999)
- Staufermedaille in Gold des Landes Baden-Württemberg (2008)